# Pseudophacopteron eastopi
Pseudophacopteron eastopi är en insektsart som beskrevs av Malenovsk², Burckhardt och Tamesse 2007. Pseudophacopteron eastopi ingår i släktet Pseudophacopteron och familjen Phacopteronidae. Inga underarter finns listade i Catalogue of Life.